# Rentenversicherung (Erlebensversicherung)
Als Rentenversicherung wird ein privatrechtlicher Versicherungsvertrag bezeichnet, der eine lebenslange oder befristete Leibrente zahlt. Es wird der Erlebensfall der versicherten Person abgesichert.

## Modalitäten
Unterschieden werden Rentenversicherungen nach dem Beginn der Auszahlung. Den Normalfall bilden aufgeschobene Leibrenten, die über wiederkehrende prämienbelastete Zeiträume bis zur Fälligkeit zu einem Zeitpunkt in der Zukunft laufen. Diese Versicherungen können auch gegen Einmalbeitrag bezahlt werden. Den Gegensatz dazu bilden sogenannte Sofortrenten, die gegen Einmalbeitrag eine sofort wirkende (vor- oder nachschüssige) Leibrentenzahlung auslösen. 
Aufgeschobene Rentenversicherungen können so vereinbart werden, dass sie neben der Renten- eine Kapitalzahlungsoption vorsehen. Gelegentlich bestehen Mischwahlrechte aus Kapital und Rente. Der Todesfall kann bei Rentenoption durch eine sogenannte Rentengarantiezeit abgesichert werden. Verstirbt der Leibrentner während der Zeit der vereinbarten Rentengarantiezeit, erhält der bedachte Hinterbliebene die Rente bis zu deren Ende fortbezahlt. Ebenso kann vereinbart werden, dass die Leibrente nicht lebenslang gezahlt wird, sondern, soweit sie nicht schon vorher durch Tod endet, nach einer vorher vereinbarten Zeit beendet wird (sogenannte temporäre Rente).
Rentenversicherungen können vorsehen, dass im Falle des Todes des Versicherungsnehmers während der Aufschubzeit, eine Rückerstattung der eingezahlten Beiträge erfolgt beziehungsweise bei Todesfall während des Rentenbezugs die eingezahlten Beiträge abzüglich der dann bereits ausgezahlten Renten zurückerstattet werden. Alternativ dazu kann vereinbart werden, dass bei Todesfall des Versicherungsnehmers während der Aufschubzeit einem für diesen Fall bezeichneten Bezugsberechtigten eine Leibrente (z. B. Witwenrente) oder eine abgekürzte Leibrente (Waisenrente) gezahlt wird. Die Vereinbarung eines Hinterbliebenenschutzes führt bei gleichem Beitrag zu einer geringeren Höhe der Rente für die versicherte Person.

### Mögliche Zusatzversicherungen
- Berufs- und Erwerbsunfähigkeitszusatzversicherung
- Dread-Disease (Schwere-Krankheiten-Vorsorge)
- Unfallszusatzversicherung
- Witwen- und Waisenrente

## Kapitalwahlrecht
Begrenztes Kapitalwahlrecht besteht bei der Riester-Rente, kein Wahlrecht bei der Rürup-Rente. Die Vereinbarkeit von Rentengarantiezeiten ist bei Riester-Renten und Rürup-Renten gesetzlich eingeschränkt. Abgekürzte Leibrenten werden den Kapitalanlageprodukten gemäß § 20 EStG zugeschlagen, weshalb die Besteuerung mit der Abgeltungsteuer vorgenommen wird.

## Keine Gesundheitsprüfung
Die Rentenversicherung unterscheidet sich von der Lebensversicherung auf den Todesfall insbesondere durch die grundsätzlich fehlende Gesundheitsprüfung. Der Gesundheitszustand ist bei den üblichen Gestaltungen unerheblich. Ein schlechter Gesundheitszustand mindert das Risiko des Versicherers, dass der Leibrentner zu lange lebt. Vielmehr wird der Versicherer unterstellen, dass nur solche Personen Leibrenten kaufen, die für sich selbst eine eher lange Lebenserwartung annehmen.

## Finanzierung
Da kein Todesfallschutz übernommen wird, sondern das Langlebigkeitsrisiko gedeckt wird, ergeben sich auch Unterschiede beim Risikobeitrag. Es wird nicht, wie für die Versicherung auf den Todesfall, ein Risikobeitrag für zusätzliche Leistungen im Todesfall im Beitrag berücksichtigt. Vielmehr werden die zusätzlichen Leistungen für besonders lange lebende Leibrentner aus den eingesparten Renten vorzeitig Sterbender finanziert, deren nicht für Rentenzahlungen benötigten Beitragsteile werden also an die Überlebenden vererbt. Daher brauchen Leibrentner nicht ihre ganzen Rentenzahlungen selbst zu finanzieren. Bei langem Leben erhalten die Leibrentner damit wesentlich mehr zurück, als sie jemals eingezahlt haben. Hingegen erhalten diejenigen, die zu früh sterben, deutlich weniger als eingezahlt. Zweck der Rentenversicherung ist es nicht, Hinterbliebenen etwas zukommen zu lassen, sondern den Lebensunterhalt des Leibrentners während dessen restlichen Lebens so hoch wie möglich zu sichern.

## Rechnerische Grundlagen
In der traditionellen Versicherungsmathematik wird der Beitrag so bestimmt, dass er kalkulatorisch genau den nach den Annahmen erwarteten zukünftigen Verpflichtungen entspricht (Äquivalenzprinzip). Dabei müssen die Eintrittswahrscheinlichkeit der Rentenzahlung, also die Wahrscheinlichkeit, dass die versicherte Person den Zeitpunkt erlebt, und die Verzinsung bzw. Abzinsung berücksichtigt werden. Da die Erlebenswahrscheinlichkeit und die Abzinsungsfaktoren sinken, je weiter der Zeitpunkt in der Zukunft liegt, lässt sich für relativ geringe Einzahlungen eine relativ hohe Rente im Erlebensfall sichern. Darin gründet die große Bedeutung der Rentenversicherung für die Altersvorsorge.
In der privaten Rentenversicherung ist der Rentenfaktor eine wichtige Rechengröße. Der Rentenfaktor gibt an, wie viel Rente Versicherte monatlich je 10.000 Euro Kapital erhalten, das zu Rentenzahlungsbeginn in ihrem Vertrag vorhanden ist. Ein Rechenbeispiel: Bei einem Rentenfaktor von 30 und einem gebildeten Kapital von 40.000 Euro ergibt sich eine monatliche, lebenslange Rente von 120 Euro.

## Betriebliche Altersversorgung
Jeder Arbeitnehmer hat einen gesetzlichen Rechtsanspruch auf eine betriebliche Altersvorsorge (bAV). Falls ein Arbeitgeber keine betriebliche Altersvorsorgelösung anbietet, muss er seinen Arbeitnehmern eine betriebliche Vorsorge in Form z. B. einer Direktversicherung gewähren. Die Beiträge hierfür muss der Arbeitnehmer über eine sogenannte Entgeltumwandlung aus seinem Bruttolohn selbst aufwenden. Eine Verpflichtung des Arbeitgebers, einen eigenen Aufwand (= Zuschuss) in diese Verträge zu leisten, bestand bis zur Rechtsänderung durch das Betriebsrentenstärkungsgesetz im Jahr 2018 nicht. Viele Arbeitgeber nutzten diese Möglichkeit jedoch zur Mitarbeiterbindung und -motivation bereits vor der gesetzlichen Regelung. Der Vorteil für Arbeitnehmer liegt in der Steuer- und Sozialabgabenersparnis bei der Einzahlung; jedoch muss eine spätere Auszahlung versteuert werden. Wenn eine gesetzliche Krankenversicherung besteht, müssen auch hierfür Beiträge abgeführt werden.
Alternativ kann der Arbeitgeber über verschiedene Träger im Rahmen der betrieblichen Altersversorgung Rentenversicherungen für seine Arbeitnehmer organisieren. Siehe hierzu Pensionskasse, Pensionsfonds, Direktversicherung, Unterstützungskasse.

## Zinssatz und Sterbetafel
Aufgrund der Vorschriften des Versicherungsaufsichtsgesetzes darf der bei der Beitragsberechnung verwendete Zinssatz nicht höher sein, als dauerhaft zu erwirtschaften ist. Der Versicherer muss in der Lage sein, die gesetzlich geforderte Deckungsrückstellung zu bilden.
Aber auch bei einer privaten Rentenversicherung fallen ab Rentenbeginn Ertragssteuern gemäß § 22 EStG an. Von der Privatrente muss bei Rentenbeginn ein Ertragsanteil versteuert werden.
| Rentenbeginn im Alter | Steuerpflichtiger Anteil der Privatrente |
| --------------------- | ---------------------------------------- |
| 60                    | 22 %                                     |
| 61                    | 22 %                                     |
| 62                    | 21 %                                     |
| 63                    | 20 %                                     |
| 64                    | 19 %                                     |
| 65                    | 18 %                                     |

Sterbetafeln ist zu entnehmen, dass seit langer Zeit die Lebenserwartung der Bevölkerung ständig steigt, mit der Folge, dass Leibrenten immer länger gezahlt werden müssen. Daher bleibt von den Sicherheitszuschlägen in den Beiträgen, die – soweit sie nicht benötigt werden – den Versicherungsnehmern in Form der Überschussbeteiligung wieder zurückgegeben werden, weniger übrig, als ursprünglich zu erwarten war. Damit sind auch die Rentensteigerungen aus der Überschussbeteiligung geringer, als vielleicht erhofft wurde, oder sie entfallen zur Gänze. Sollte die Lebenserwartung so sehr weiter steigen und damit auch die an die Leibrentner gezahlten Renten, dass ein Versicherer dies nicht mehr aus den Beiträgen trotz aller Sicherheitszuschläge finanzieren kann, dürfen im Notfall auch die Rentenbeträge gesenkt werden, um einen Konkurs des Versicherers und damit einen Verlust der Altersversorgung aller Leibrentner zu vermeiden. Insgesamt bekommen die Leibrentner durch die längere Rentenzahlung aber mehr ausgezahlt als erwartet, auch wenn sich die einzelnen Rentenbeträge mindern.
Daher müssen Versicherer regelmäßig überprüfen, ob die von ihnen zur Vorsorge gehaltenen Deckungsrückstellungen noch ausreichend sind. Soweit dies bei vorsichtiger Beurteilung der zukünftigen Lebenserwartung auf der Grundlage der beobachteten aktuellen Entwicklung nicht mehr genügend gesichert ist, müssen die Versicherer ihre Rückstellungen entsprechend erhöhen. Hierzu werden meist, neben einer Belastung der Eigentümer des Versicherers, auch die Überschüsse gemindert, die sonst laufend den Versicherungsnehmern ausgeschüttet würden.

## Kritik
Eine Reihe von Themen im Zusammenhang mit Rentenversicherungen stehen immer wieder in der Diskussion:

### Nachreservierung in bestehenden Verträgen
Die Lebenserwartung der Bevölkerung steigt ständig. In bestehenden Verträgen wurde dieser Effekt in der Vergangenheit nicht ausreichend berücksichtigt. Durch Nachreservierungen bilden die Versicherer zusätzliche Deckungsmittel. Dadurch fallen die laufenden jährlichen Steigerungen aus der Überschussbeteiligung geringer aus.

### Unrealistische Annahmen in der Lebenserwartung
Das Langlebigkeitsrisiko wird von den Versicherern zwischenzeitlich sehr vorsichtig kalkuliert. Die aktuelle Rententafel DAV 2004R geht z. B. bei einem heute neu geborenen Mädchen von einer Lebenserwartung von 103 Jahren aus. Dadurch sinken die Rentenversprechungen über Gebühr.

### Hohe Gebühren und Kosten
In der Fachpresse und bei Vergleichstests werden immer wieder zu hohe Vertragskosten der Versicherer als Negativkriterium genannt. Diese schmälern in der Praxis die Renditen von Verbrauchern zunehmend. Um mehr Transparenz für Verbraucher zu schaffen, wurde daher vom Gesetzgeber eine so genannte Effektivkostenquote eingeführt. Anhand dieser können die gesamten Vertragskosten verglichen werden. Auch werden Nettopolicen, die völlig auf Abschlusskosten verzichten, immer attraktiver.

## Verkauf auf dem Zweitmarkt
Da die Rentenversicherung eine Ansparleistung voraussetzt, in deren Folge die Versicherer einen jährlichen Rückkaufswert ausweisen, eignet sich die Rentenversicherung wie die kapitalstockgedeckte Lebensversicherung auch zum Verkauf auf dem Zweitmarkt für Lebensversicherungen. Auf dem Zweitmarkt bieten private Unternehmen an, einen Kaufpreis über Rückkaufswert auszuzahlen und die Versicherungspolice weiterzuführen.